# Ullerup Sogn
Ullerup Sogn er et sogn i Sønderborg Provsti (Haderslev Stift).
Ullerup Sogn hørte til Nybøl Herred i Sønderborg Amt. Ullerup sognekommune blev ved kommunalreformen i 1970 indlemmet i Sundeved Kommune, der ved strukturreformen i 2007 indgik i Sønderborg Kommune.
I Ullerup Sogn ligger Ullerup Kirke.
I sognet findes følgende autoriserede stednavne:
- Avnbøl (bebyggelse, ejerlav)
- Avnbøl Mark (bebyggelse)
- Avnbøl Sned (areal)
- Avnbøløsten (bebyggelse)
- Ballegård (landbrugsejendom)
- Blans (bebyggelse, ejerlav)
- Blans Nørremark (bebyggelse)
- Blans Østermark (bebyggelse)
- Blansgårdsmark (bebyggelse)
- Blansskov (bebyggelse)
- Bojskov (ejerlav, landbrugsejendom)
- Brobøl (bebyggelse)
- Brådeborg (landbrugsejendom)
- Kajbæk (vandareal)
- Kelsbjerg (bebyggelse)
- Knarhøj Bugt (vandareal)
- Kobberholm (bebyggelse)
- Lundsgårdsmark (bebyggelse)
- Nørreskov (bebyggelse)
- Rufas (bebyggelse)
- Trunbro (bebyggelse)
- Ullerup (bebyggelse, ejerlav)
- Ullerup Mark (bebyggelse)

## Afstemningsresultat
Folkeafstemningen ved Genforeningen i 1920 gav i Ullerup Sogn 1.218 stemmer for Danmark, 120 for Tyskland. Af vælgerne var 170 tilrejst fra Danmark, 73 fra Tyskland. 